# 아가페 국제 선교회
아가페 국제 선교회(Agape International Missions, AIM)는 캄보디아에서 아동 성매매의 피해를 입은 소녀들을 돕는 비영리 단체이다. 1989년 미국 캘리포니아주 링컨에 살고 있던 돈 브루스터와 그의 부인 브리짓 브루스터가 설립했다. 현재 브라이스 제섭이 이 단체의 회장을 맡고 있다.
돈 브루스터는 미국의 인권 운동가로, 아가페 국제 선교회(AIM)를 1989년에 설립했다. 브루스터와 그의 부인은 실제로 캄보디아에 가서 성노예 생활을 하고 있던 200여명의 소녀들이 다시 자유로운 생활을 할 수 있도록 도와주었다. AIM을 통해서 브루스터는 스바이 팍에 아동 성매매 피해를 입었던 청소년들을 위한 재활 센터인 '아가페 트레이닝 센터'를 세웠다. 지금까지 41명의 소녀들이 재활을 하고 다시 제대로 된 취업을 할 수 있게 되었다. 캐나다 신문 밴쿠버 선에 따르면, 이 재활 센터가 위치한 스바이 팍은 어린이들 중 90% 이상이 성매매를 시작하게 되는 곳이며, 또한 세 살 밖에 안된 아기를 성을 목적으로 구매할 수 있는 '지구상에서 정말 몇 안 되는 곳'이라고 한다. AIM은 선진국에서 온 봉사자를 통해 의료 서비스 또한 제공하고 있다.